# Bolondo
Bolondo és un municipi de Guinea Equatorial, de la província de Litoral a la Regió Continental.